# Architecture néo-roumaine

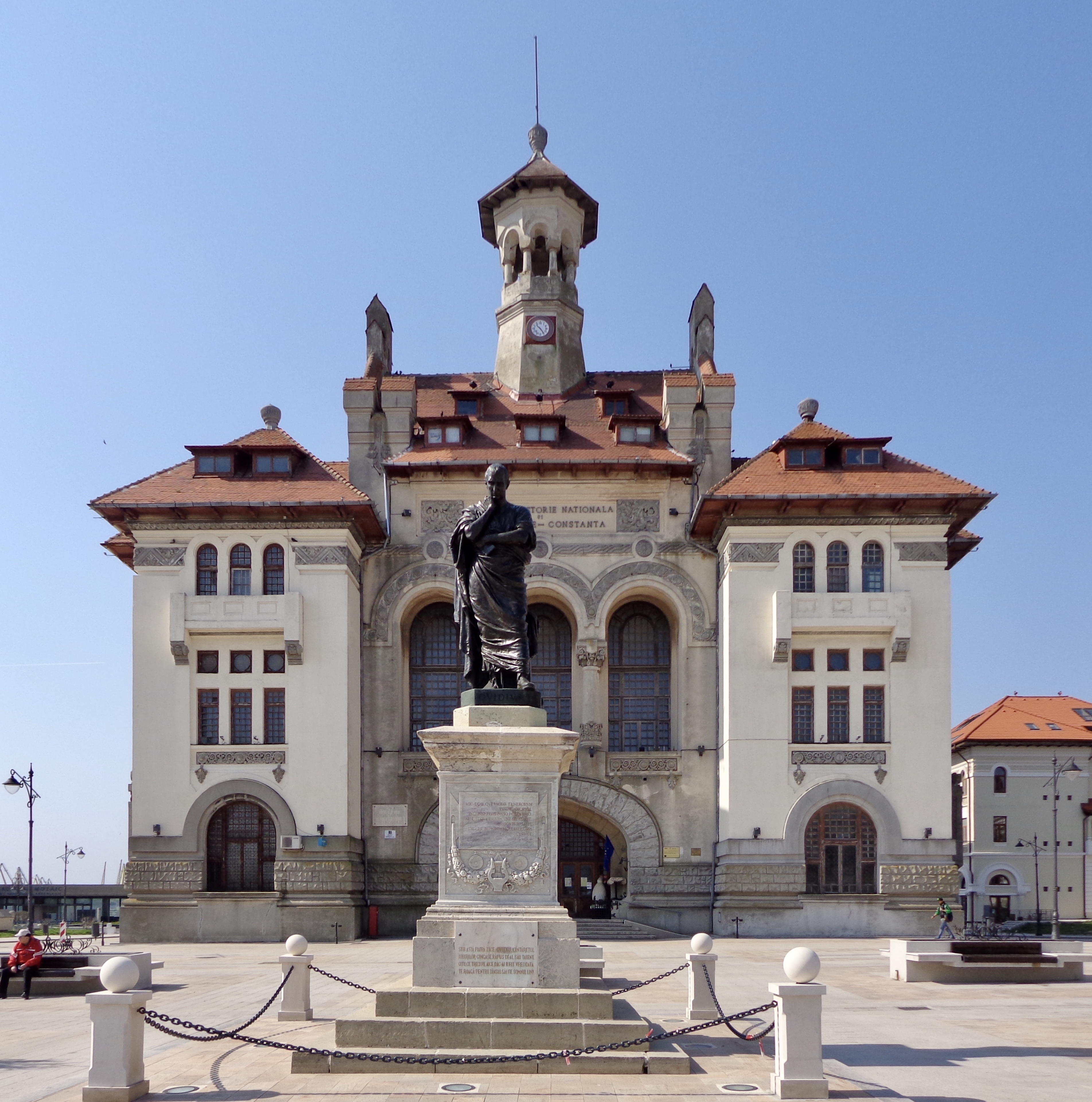
Musée d'histoire et d'archéologie de Constanţa, exemple d'architecture néo-roumaine

L'architecture néo-roumaine (aussi connu sous les noms de style national roumain ou néo-Brancovan ; en roumain : stilul național român, arhitectura neoromânească, neobrâncovenească) est un style architectural apparu à la fin du XIXe siècle dans l'Art nouveau roumain, étant initialement le résultat des tentatives de trouver un style architectural roumain spécifique. Les tentatives sont principalement dues aux architectes Ion Mincu (1852–1912) et Ion N. Socolescu (1856–1924). L'apogée du style était l'entre-deux-guerres. Le style était une réaction nationale après la domination de l'éclectisme classique d'inspiration française. Outre les influences étrangères, l'apport des architectes roumains, qui ont réinventé la tradition, créant en même temps un style original, se manifeste de plus en plus fortement.
Le nationalisme roumain du XIXe siècle s'est allié sans problème à l'européanisme et à l'admiration pour l'Occident, la Roumanie voulant prouver qu'elle est un pays européen. Après 1900, sans abandonner les tendances pro-européennes, l'accent est davantage mis sur les valeurs à spécificité roumaine. De ce fait, les édifices parisiens et viennois de la fin du XIXe siècle s'opposent à un « style roumain ». La popularité du style roumain se poursuit et s'intensifie dans l'entre-deux-guerres.

## Origines
L'architecture néo-roumaine est une renaissance du style Brâncovenesc, un style de l'art et de l'architecture roumains médiévaux, plus précisément en Valachie sous le règne de Constantin Brâncoveanu (1688–1714). Les bâtiments de Brâncovenesc se caractérisent par l'utilisation de portiques en forme de belvédère (principalement les entrées d'églises), d'arcs trilobés ou kokoshnik, de colonnes (généralement corinthiennes) à cannelures torsadées et d'un toit en tuiles céramiques ou métalliques. Les principaux ornements utilisés pour la décoration sont l'entrelacs et le rinceau. Certaines des caractéristiques de l'architecture Brâncovenesc dérivent de l'architecture byzantine et ottomane, et certaines peuvent également être trouvées dans l'architecture russe médiévale.
Les églises de style Brâncovenesc ont généralement des façades minimalistes avec des reliefs, la plupart des églises étant blanches, tandis que certaines ont des peintures élaborées sur les façades (comme le monastère Stavropoleos de Bucarest) ou des briques (comme l'église Crețulescu de Bucarest). Les murs de leurs intérieurs sont remplis de fresques de style byzantin. Au-dessus de leur porte principale se trouve une pisanie, qui est une plaque de pierre inscrite. L'inscription comprend généralement une invocation religieuse, le nom du ou des fondateurs, la date de construction, la motivation de l'édifice, les circonstances de l'époque et d'autres données.

## Caractéristiques

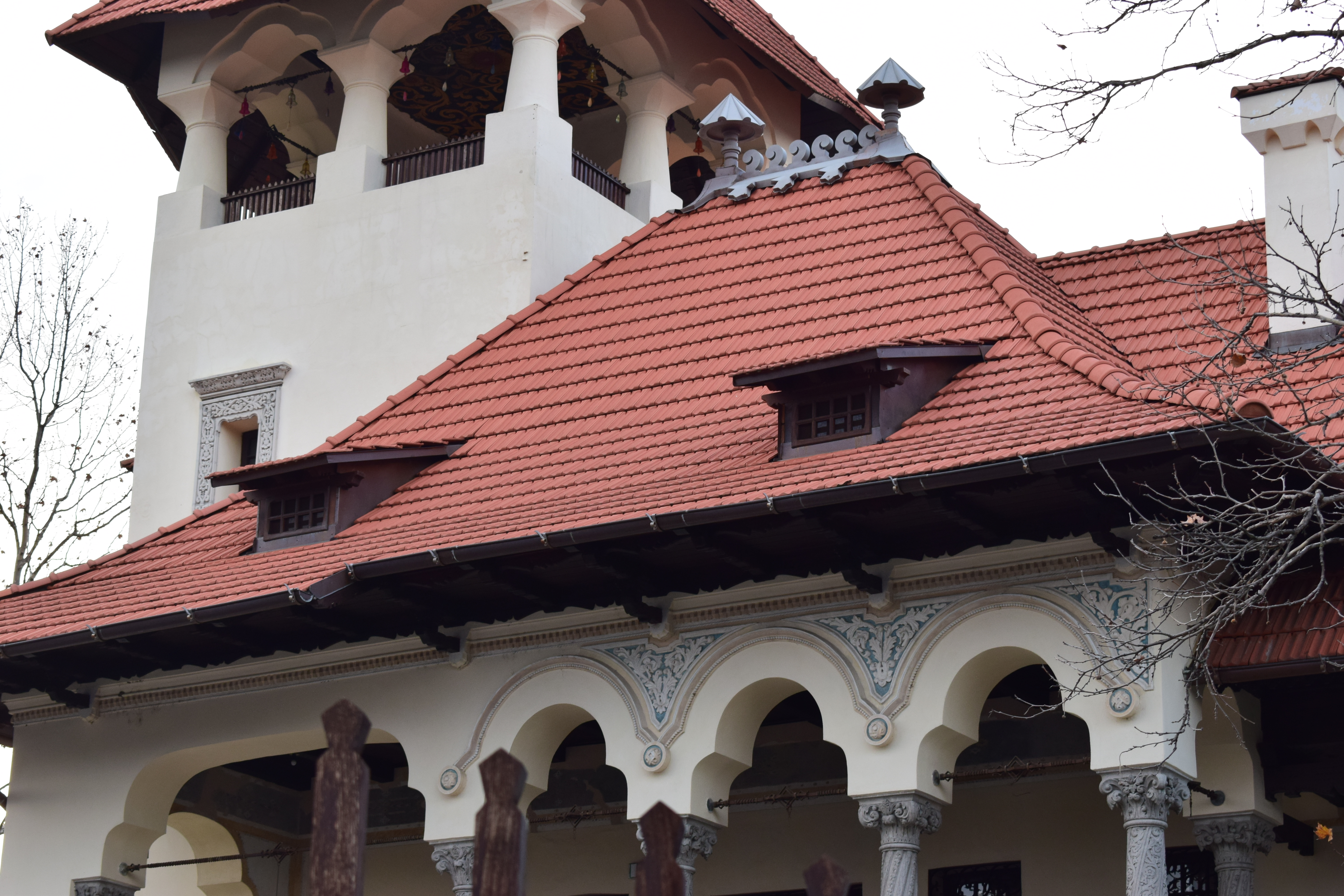
Toits de tuiles en céramique - Maison Nicolae Minovici (Bucarest)

Les influences des maisons paysannes se manifestent à travers des ornements et des éléments utilisés sous diverses interprétations, mais qui conservent leur origine. Certains éléments incluent le gazébo, l'arc trilobé, les piliers en bois, un traitement des bords du toit comme avant-toit des maisons paysannes, de grands toits en tuiles ou en tôle, des auvents en bois sculpté et l'utilisation de céramiques émaillées polychromes sur les façades. Les ornements couramment utilisés comprennent les entrelacs, et les colonnes à cannelures torsadées.
Dans certains cas, en particulier dans certaines églises, le style néo-roumain est combiné avec celui de la renaissance arménienne, les deux étant similaires. Cette catégorie comprend l'église arménienne et l'église d'Amza, toutes deux à Bucarest. D'autres bâtiments peuvent avoir une forte influence néo-byzantine. Le style néo-roumain est proche à bien des égards du style néo-russe.

## Édifices de style néo-roumain

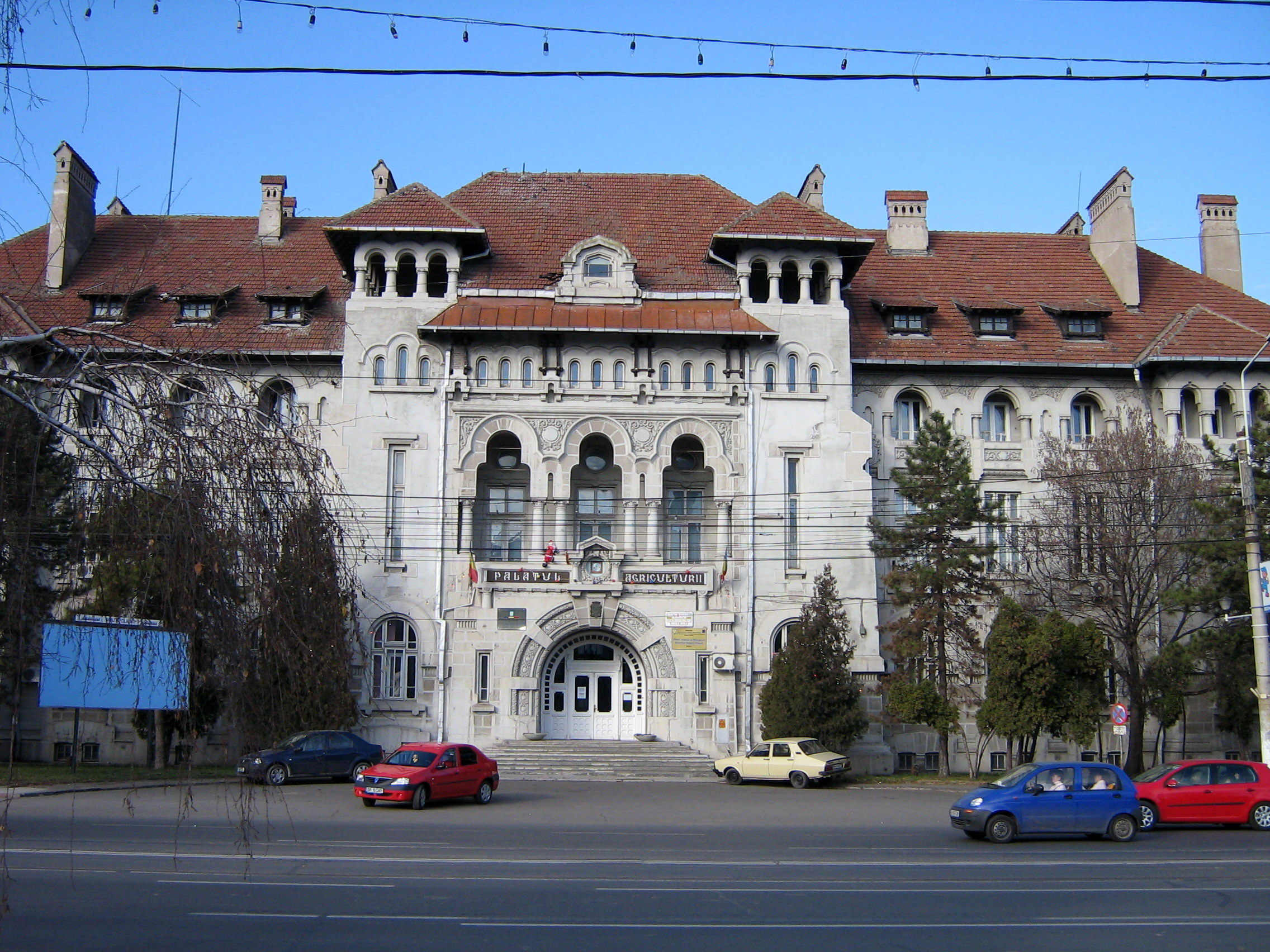
Palais de l'agriculture, Brăila
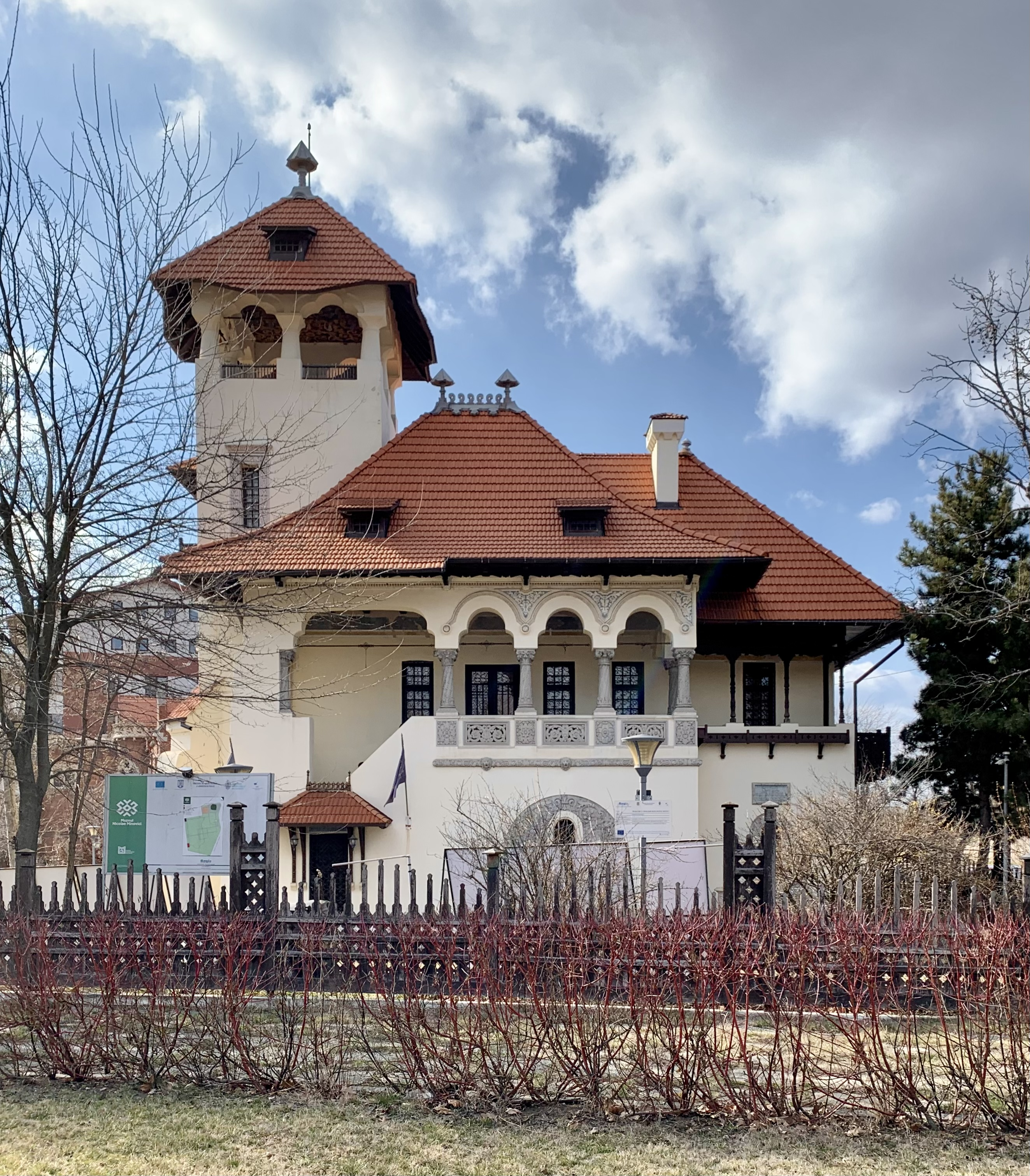
Musée d'art folklorique Nicolae Minovici, Bucarest
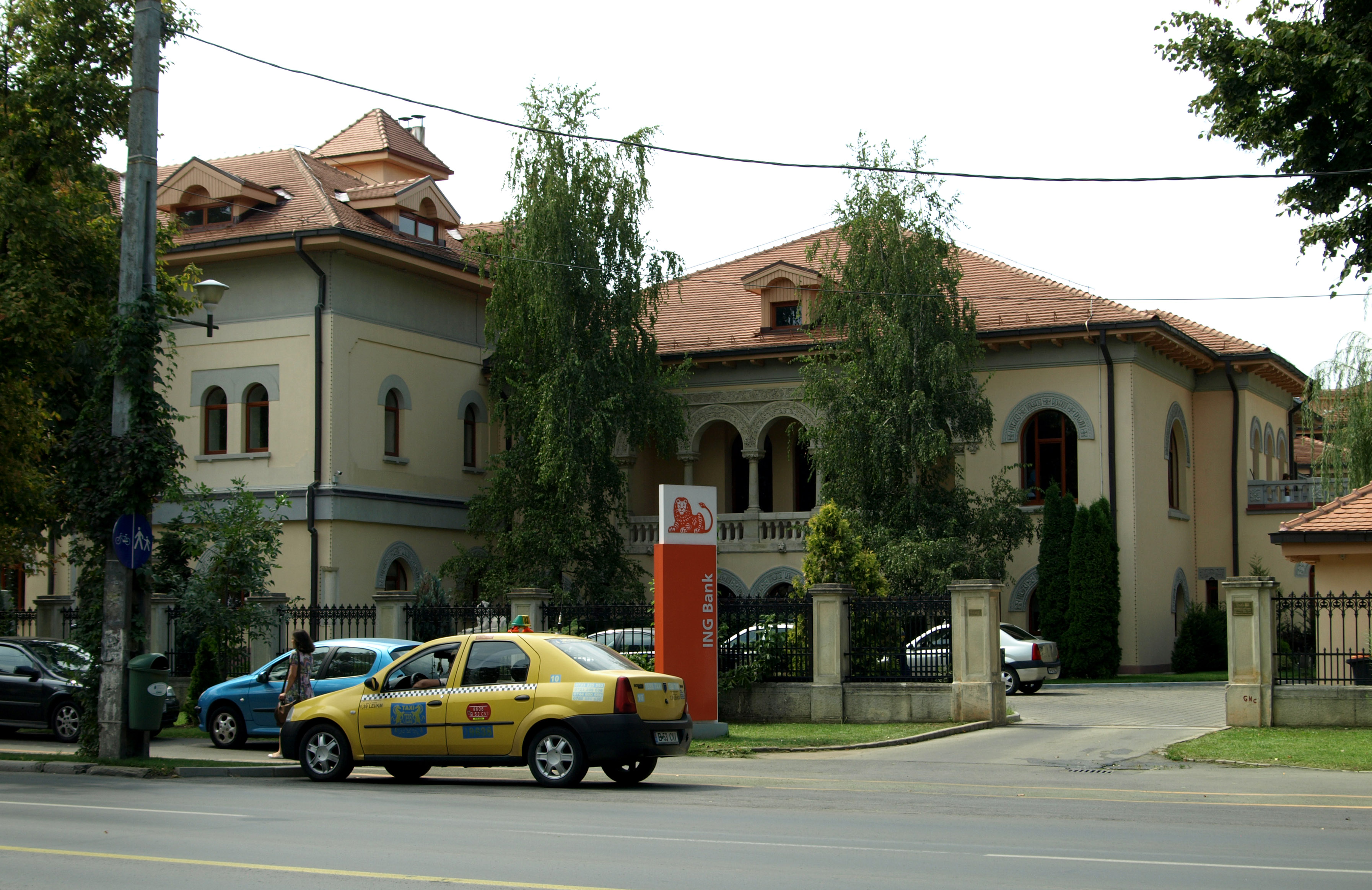
Palais Kiseleff, Bucarest
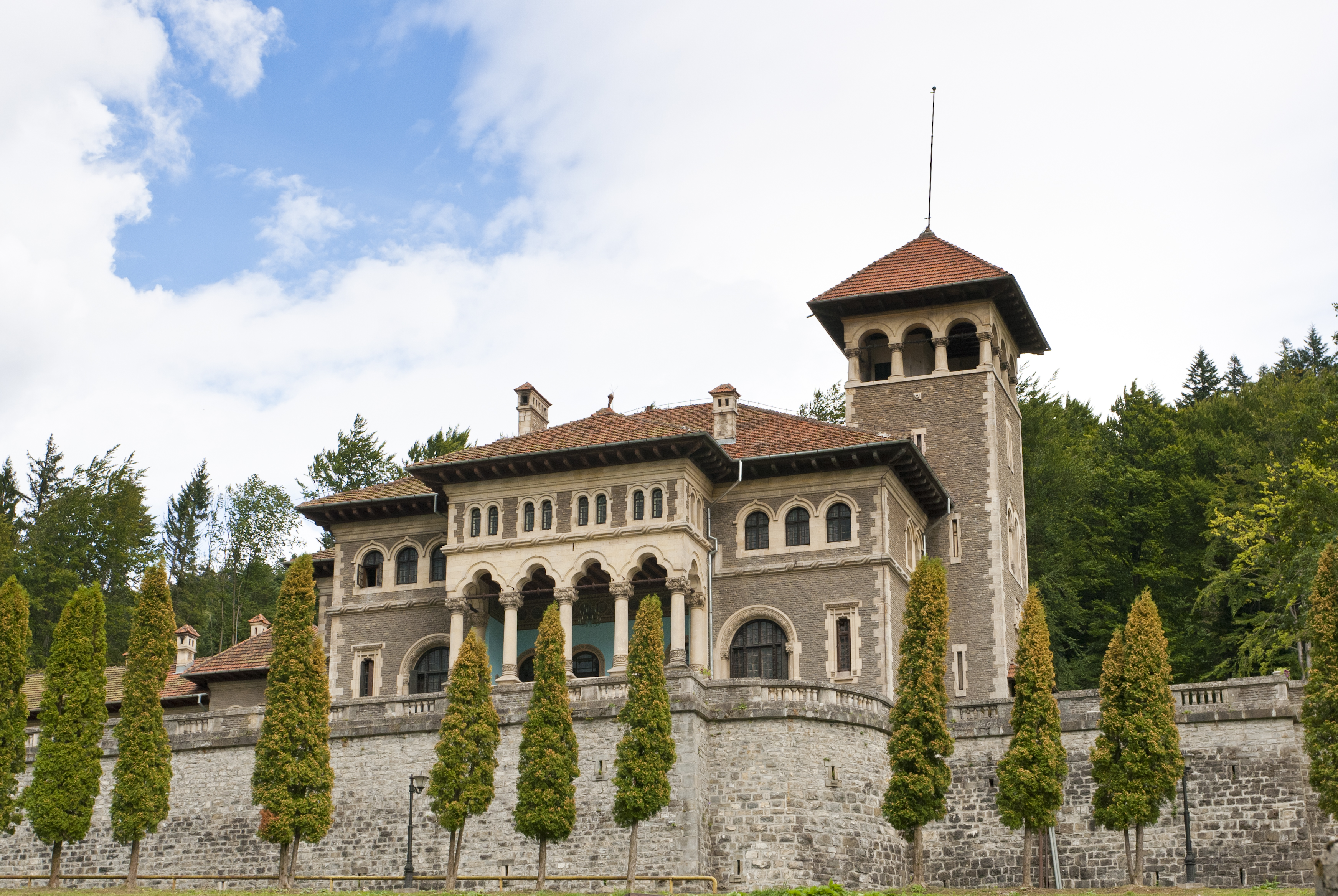
Chateau Cantacuzino, Bușteni
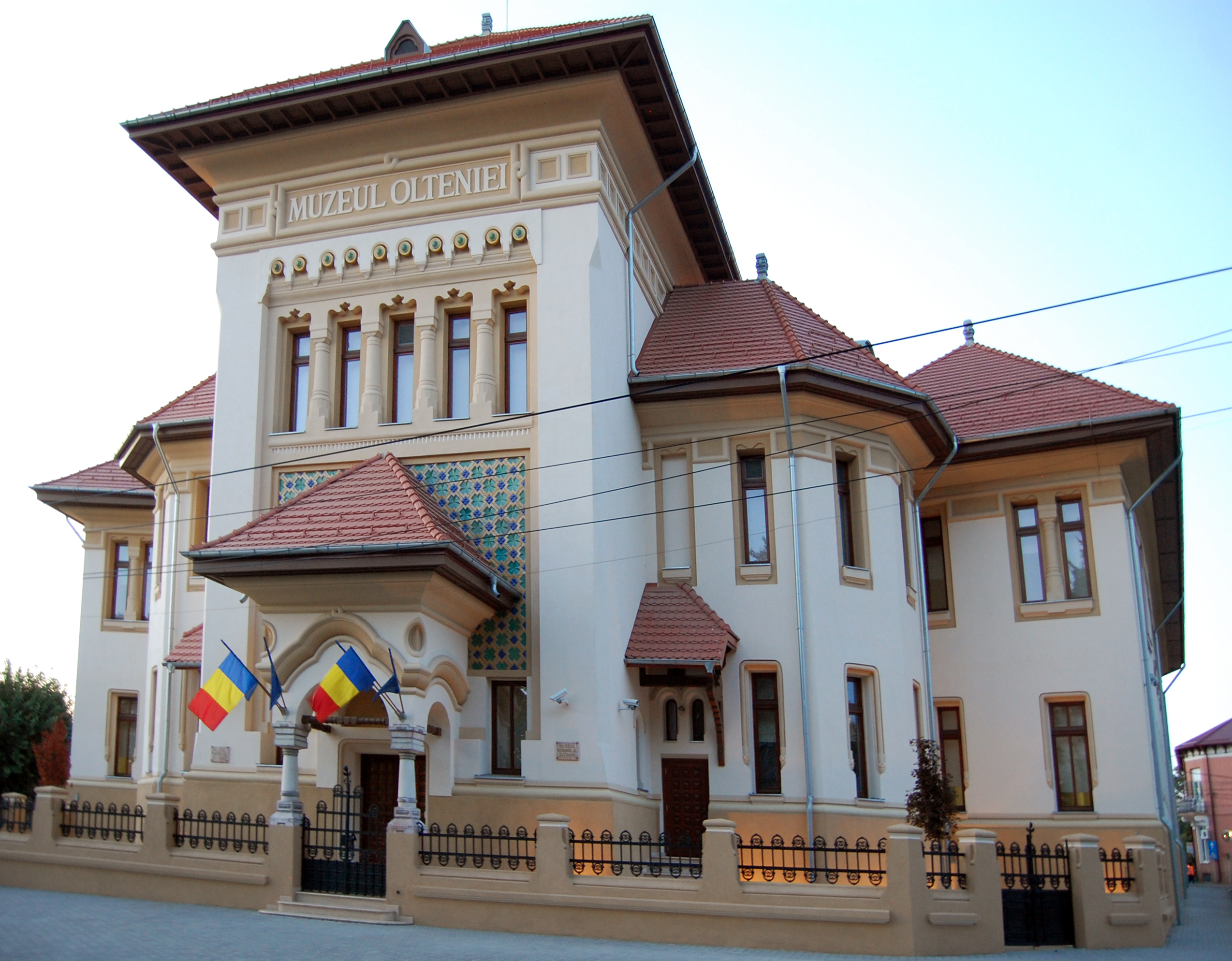
Musée de l'Olténie, Craiova
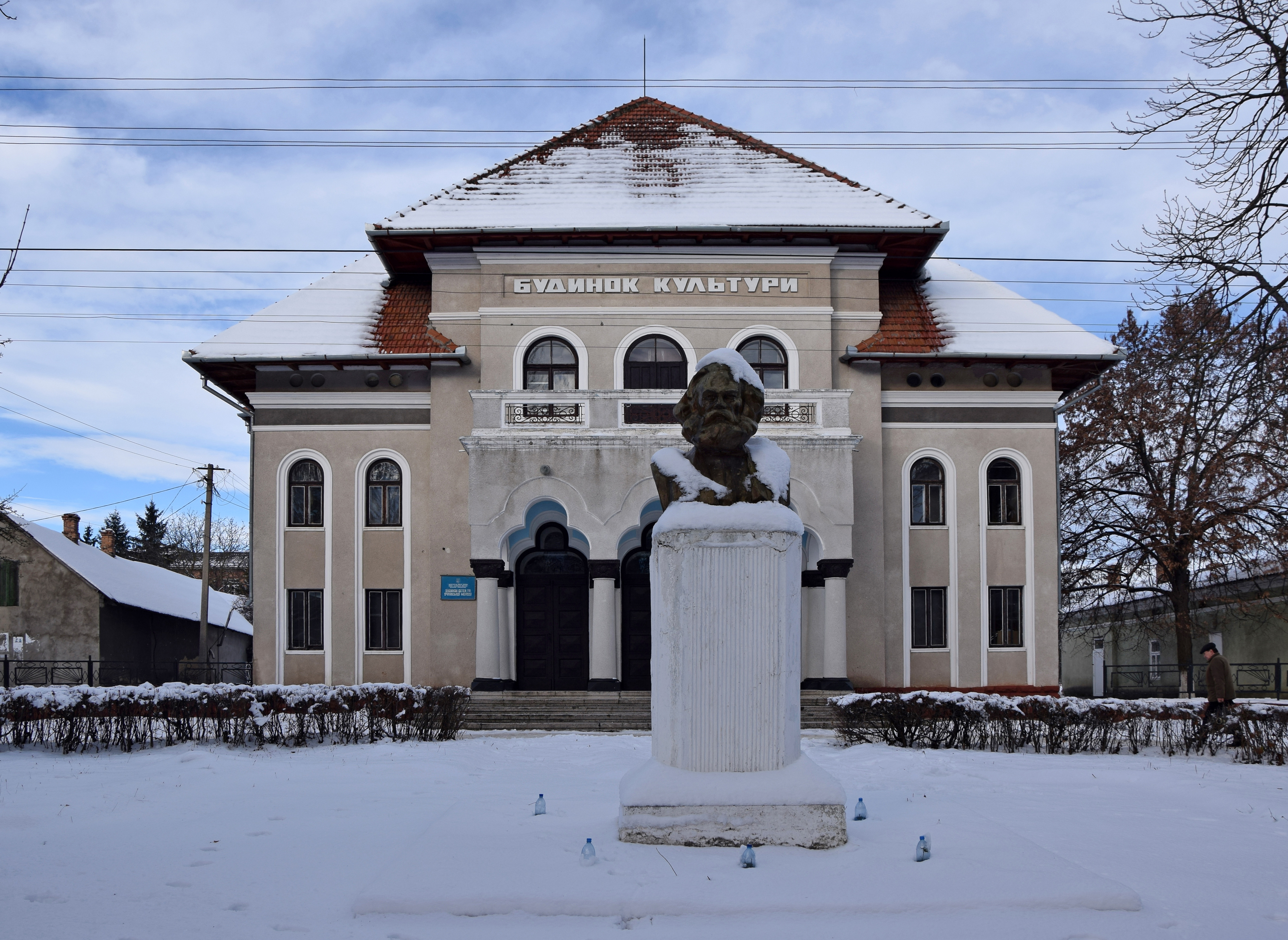
Maison de la culture, Khotyn (Ukraine)
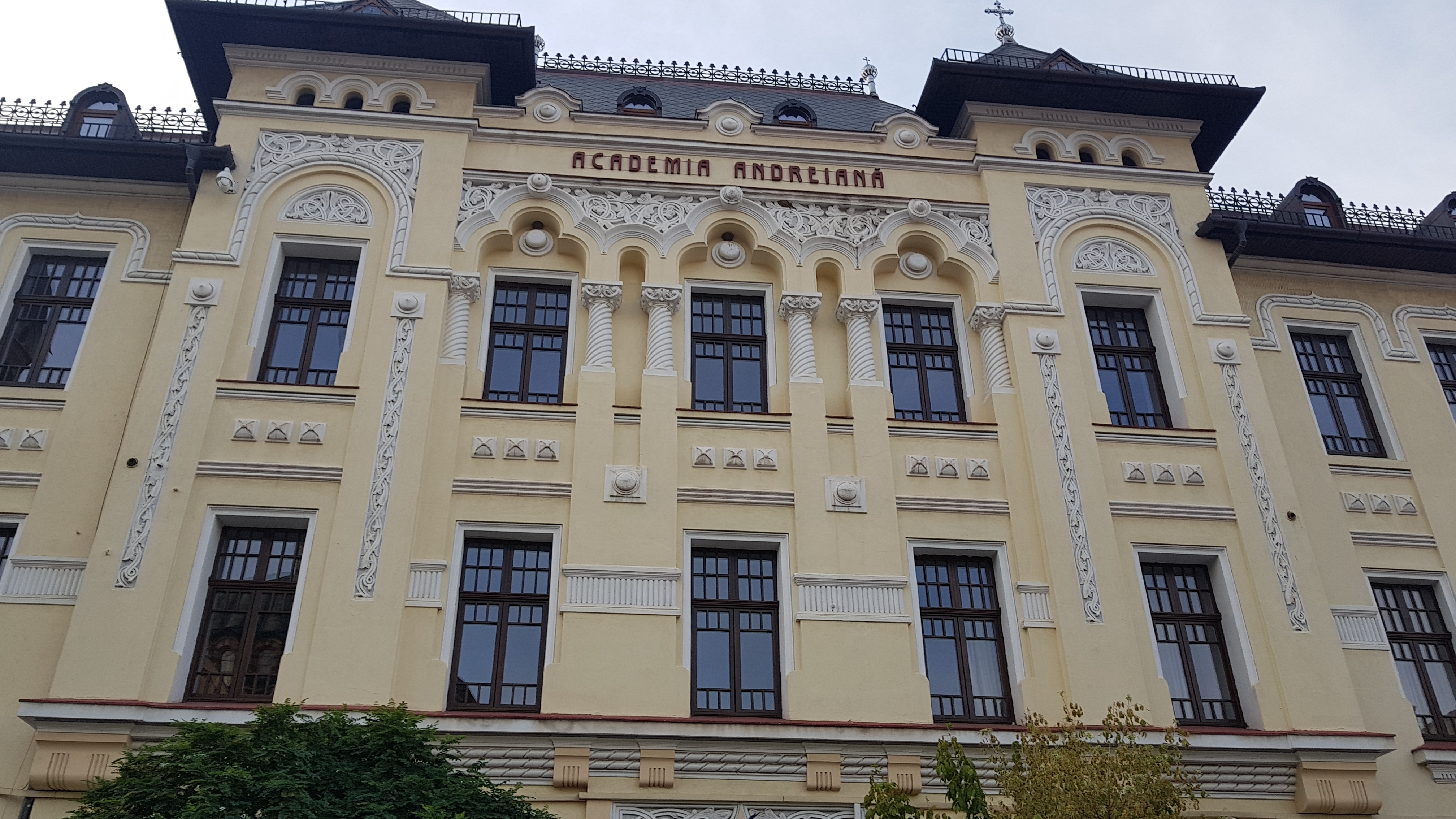
Faculté de théologie orthodoxe de Sibiu
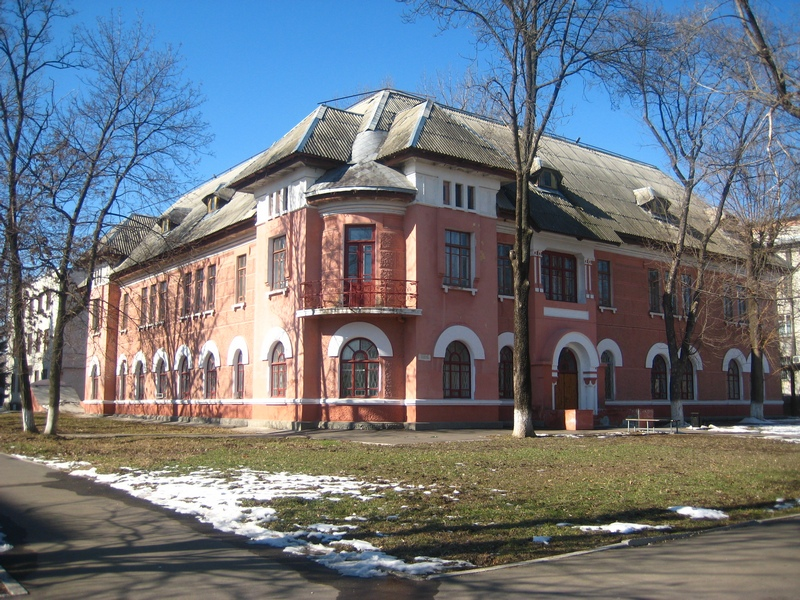
Hôpital Mulmana, Tighina (Moldavie)